# Melanonaclia
Melanonaclia is een geslacht van vlinders van de familie spinneruilen (Erebidae), uit de onderfamilie Arctiinae.

## Soorten
- M. luctuosa (Oberthür, 1911)
- M. lugens (Oberthür, 1893)
- M. moerens (Oberthür, 1911)
- M. nigra Griveaud, 1964
- M. perplexa Griveaud, 1964
- M. toulgoeti Griveaud, 1964